# Isolona congolana
Isolona congolana là loài thực vật có hoa thuộc họ Na. Loài này được (De Wild. & T. Durand) Engl. & Diels mô tả khoa học đầu tiên năm 1901.